# Constricción (biología)

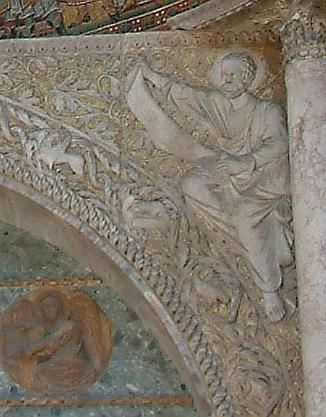
Enjuta de la Basílica de San Marcos (Venecia).

En biología, las constricciones restringen el cambio evolutivo en poblaciones y suponen, por tanto, límites a la actuación de la selección natural que, desde esta perspectiva, dejaría de ser la única fuerza responsable de la dirección del cambio evolutivo. Las constricciones del desarrollo se definen como «una limitación en la variabilidad fenotípica causada por la estructura, carácter, composición o dinámica del sistema de desarrollo», y son uno de los objetos de estudio principales de la biología evolutiva del desarrollo.

## Historia del concepto
La insistencia en las constricciones formales frente al criterio funcionalista tiene una larga historia en la historia de la biología, alcanzando su apogeo más célebre en el debate que enfrentó a Saint-Hilaire y Georges Cuvier.
Conrad Hal Waddington propuso la metáfora del paisaje epigenético para ilustrar lo que hoy denominamos constricciones del desarrollo que, en su modelo, vendrían ilustradas por los creodos:

Parece que los cambios en el genotipo solo tienen efectos en la evolución si traen consigo alteraciones en el proceso epigenético por el que se forman los fenotipos; y los tipos de cambio posible en el adulto o en cualquier animal están limitados a las posibles alteraciones en el sistema epigenético por el que éste se produce.
Waddington 1953: 190.

El concepto de constricción se generalizó en los debates en el campo de la biología evolutiva con la publicación del célebre artículo de Gould y Lewontin The spandrels of San Marco and the Panglossion paradigm: a critique of the adaptationist programme en 1979. La importancia de las constricciones ha sido defendida por la tradición estructuralista en biología evolutiva, que ha censurado el adaptacionismo característico de la Síntesis evolutiva moderna.

## Selección y constricciones
En palabras de François Jacob:

La selección opera fundamentalmente a través de una red de constricciones en el desarrollo, filtrando los fenotipos que se realizan a partir de genotipos posibles. Para comprender los procesos de la evolución, es necesario comprender primero el desarrollo embrionario. Solo entonces podremos evaluar los cambios compatibles con el plan de organización y el funcionamiento de un organismo y definir las reglas y constricciones del juego evolutivo.
Jacob 1981, p. 80.

O en palabras del biólogo español Pere Alberch: «la selección decide quienes son los vencedores del juego, pero es el desarrollo el que decide, de forma no aleatoria, quienes son los jugadores».

## Constricciones funcionales y constricciones estructurales
El filósofo de la biología Ron Amundson ha distinguido entre constricciones sobre la función y constricciones sobre la forma. El concepto de constricción funcional sería aceptado sin problemas por el adaptacionismo y consiste en «mapear» las formas posibles en función de su optimalidad, es decir, qué formas son más adaptativas que otras. El concepto de constricción formal es el manejado por la tradición morfologista que establece su definición sin recurrir a hipótesis adaptacionistas.

### Constricciones estructurales

Transformación en las estructuras óseas de diferentes especies de Cocodrilos, por D'Arcy W. Thompson.

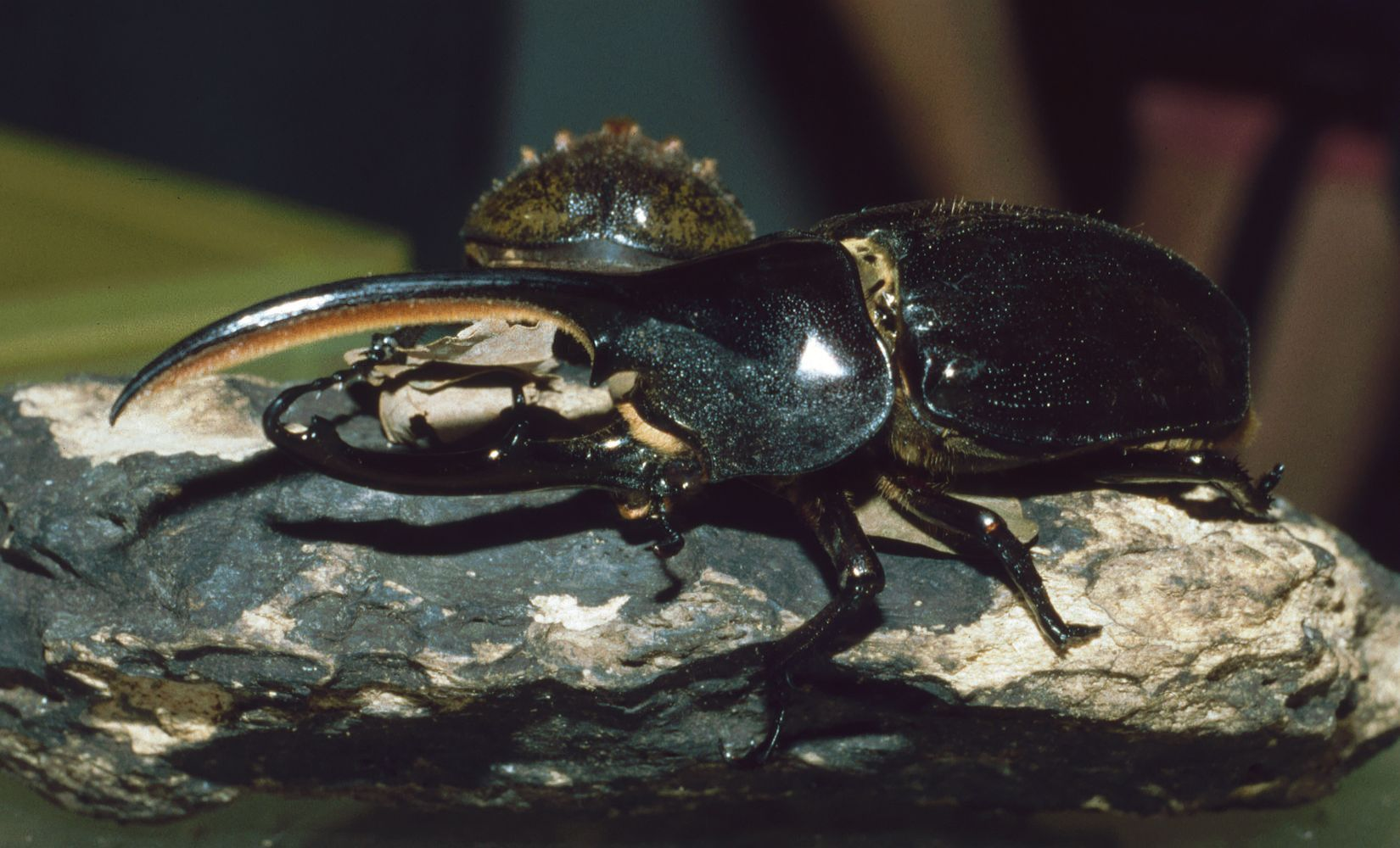
El escarabajo hércules es un ejemplo de alometría: el aumento del tamaño total del cuerpo está relacionado con el tamaño exagerado de los apéndices.

El enfoque estructural de las constricciones tiene como objetivo la definición, dentro de un grupo taxonómico, del conjunto de formas posibles para un carácter determinado en función de los mecanismos del desarrollo que operan en la generación de dicho carácter. En general, las constricciones estructurales tienen que ver con rasgos supraespecíficos característicos de los planes corporales.
A su vez, las constricciones estructurales pueden ser de varios tipos: 
- Constricciones históricas o filogenéticas, determinadas por la historia filogenética.
- Constricciones arquitectónicas, estructurales o formales: las constricciones arquitectónicas hacen referencia a aquellas constricciones derivadas de las «leyes de la forma» investigadas por la tradición estructuralista en biología (Goethe, Étienne Geoffroy Saint-Hilaire, D’Arcy Thompson, Stuart Kauffman, Brian Goodwin...). Las constricciones estructurales incluyen, a su vez, dos tipos de constricciones: 
  - Aquellas derivadas de la actuación de fuerzas físicas externas. Se trata, pues, de constricciones físicas, como las impuestas por la ley de la gravedad.
  - Aquellas propiamente biológicas relacionadas con las «correlaciones de crecimiento», como la alometría. Uno de los estudios pioneros en este ámbito fue el llevado a cabo por David M. Raup sobre el crecimiento espiral de las conchas.[8]

## Constricciones positivas y constricciones negativas
Las constricciones a menudo son intrerpretadas como «restricciones», es decir, como factores limitantes a la acción de la selección natural. No obstante, muchos autores han señalado el carácter positivo o creativo de las constricciones. Como señala Arthur, la prohibición de ciertas vías de desarrollo implica por definición el favorecimiento de otras vías y, por lo tanto, las constricciones serían tan restrictivas como «posibilitadoras». Otros autores han conferido un sentido más fuerte al carácter creativo de las constricciones, ligándolo al concepto de evolucionabilidad, nuclear en la moderna evo-devo.

## Superación de las constricciones por la evolución
Maynard Smith et. al. han puesto de manifiesto cómo las constricciones pueden ser superadas por la evolución. Como señala, entre otros biólogos, Richard Lewontin, la evolución puede ser visualizada como una historia de organismos que encuentran rutas paralelas con el fin de esquivar las constricciones. Por ejemplo, la ley de la palanca, por la que la velocidad de desplazamiento de una palanca y su longitud están inversamente relacionados, podría ser superada si se obtuviese otro tipo de locomoción, alterando toda la configuración esquelética o aumentando la masa muscular.